# As crianças de Creuse
Crianças de Creuse ou Filhos de Creuse foi como ficaram conhecidas as 2150 crianças retiradas pelo governo francês do seu território ultramarino da Reunião e levadas para a zona rural metropolitana da França entre os anos de 1963 e 1982. Este foi o número mínimo sobre os quais concordaram especialistas que trabalharam durante dois anos na Comissão Nacional de Informação e Pesquisa Histórica, em 2016, quando uma Assembleia Nacional reconheceu a responsabilidade moral do Estado francês. 
As crianças foram declaradas pelas autoridades francesas do Departamento de Saúde e Assuntos Sociais como tuteladas pelo Estado e transportados pelas autoridades da Reunião, a fim de repovoar os departamentos metropolitanos principalmente na diagonal vazia, como Creuse, Tarn, Gers, Lozère e Pirineus Orientais, que perderam população para o movimento das áreas rurais para as áreas metropolitanas A transferência forçada dessas crianças foi planejada pelo então deputado de Reunião, Michel Debré, que foi ex ministro do general De Gaulle. 
Naquela época a ilha vivia uma explosão demográfica e uma taxa de desemprego chegava a 60%. Às familias dessas crianças, uma população empobrecida e analfabeta, foi dito que elas seriam levadas temporariamente para França e que lá elas teriam acesso à educação.
O Estado francês admtiu apenas em em 2014 que " falhou na sua responsabilidade moral para com estes tutelados”. O caso virou tema de diversos livros e filmes francófonos. 

## Ligações Externas
- Reportagem DW Brasil